# Puchar Gagarina

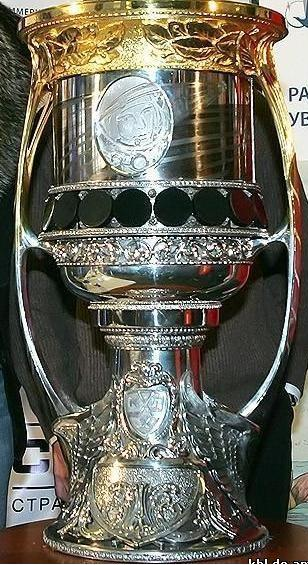
Puchar Gagarina

Puchar Gagarina (ros. Кубок Гагарина) – przechodnie trofeum przyznawane za zwycięstwo w rozgrywkach hokeja na lodzie, Kontinientalnaja Chokkiejnaja Liga (KHL).
Nagrodę nazwano na cześć Jurija Gagarina, pierwszego człowieka w kosmosie.
Trofeum zostało nazwane na cześć Gagarina, gdyż ostatni mecz finału play-off w inauguracyjnym sezonie został rozegrany 12 kwietnia w 48. rocznicę lotu Gagarina w kosmos. Dodatkowo osoba Gagarina symbolizuje w narodzie rosyjskim wielkie osiągnięcie.
Po regularnym sezonie KHL, 16 najlepszych drużyn bierze udział w play-off. 1/8 finału jest rozgrywana do trzech zwycięstw, a następne fazy (od ćwierćfinału do finału) do czterech zwycięstw. Zwycięzca finału otrzymuje puchar.
Puchar Gagarina waży 18 kg (dla porównania jest cięższy od statuetki Puchar Stanleya - trofeum przyznawanego za zwycięstwo w innych prestiżowych rozgrywkach National Hockey League (NHL).
W sezonie 2018/2019 po raz pierwszy w historii KHL najlepsza drużyna w sezonie zasadniczym wygrała również fazę play-off i zdobyła Puchar Gagarina.

## Zdobywcy
| Sezon     | Zdobywca | = | Trener | Finalista | Wynik finału | Ostatni mecz | Zwycięski gol |
| --------- | --- | --- | --- | --- | --- | --- | --- |
| 2008/2009 | Ak Bars Kazań | 1 | Zinetuła Bilaletdinow | Łokomotiw Jarosław | 4-3 | 1:0 | Aleksiej Morozow (50:04') |
| 2009/2010 | Ak Bars Kazań | 2 | Zinetuła Bilaletdinow | HK MWD Bałaszycha | 4-3 | 2:0 | Nikita Aleksiejew (21:18') |
| 2010/2011 | Saławat Jułajew Ufa | 1 | Wiaczesław Bykow | Atłant Mytiszczi | 4-1 | 3:2 | Aleksandr Switow (55:48') |
| 2011/2012 | Dinamo Moskwa | 1 | Oleg Znarok | Awangard Omsk | 4-3 | 1:0 | Jakub Klepiš (52:03') |
| 2012/2013 | Dinamo Moskwa | 2 | Oleg Znarok | Traktor Czelabińsk | 4-2 | 3:2 d. | Aleksiej Cwietkow (65:57') |
| 2013/2014 | Mietałłurg Magnitogorsk | 1 | Mike Keenan | HC Lev Praga | 4-3 | 7:4 | Siergiej Moziakin (43:10') |
| 2014/2015 | SKA Sankt Petersburg | 1 | Wiaczesław Bykow | Ak Bars Kazań | 4-1 | 6:1 | Ilja Kowalczuk (06:31') |
| 2015/2016 | Mietałłurg Magnitogorsk | 2 | Ilja Worobjow | CSKA Moskwa | 4-3 | 3:1 | Chris Lee (38:57') |
| 2016/2017 | SKA Sankt Petersburg | 2 | Oleg Znarok | Mietałłurg Magnitogorsk | 4-1 | 5:3 | Ilja Kowalczuk (40:09') |
| 2017/2018 | Ak Bars Kazań | 3 | Zinetuła Bilaletdinow | CSKA Moskwa | 4-1 | 1:0 | Rob Klinkhammer (41:06') |
| 2018/2019 | CSKA Moskwa | 1 | Igor Nikitin | Awangard Omsk | 4-0 | 3:2 | Maksim Mamin (77:44') |
| 2019/2020 | Zdobywca Pucharu Gagarina nie został wyłoniony z uwagi na przerwanie i niedokończenie sezonu wskutek pandemii wirusa COVID-19 | Zdobywca Pucharu Gagarina nie został wyłoniony z uwagi na przerwanie i niedokończenie sezonu wskutek pandemii wirusa COVID-19 | Zdobywca Pucharu Gagarina nie został wyłoniony z uwagi na przerwanie i niedokończenie sezonu wskutek pandemii wirusa COVID-19 | Zdobywca Pucharu Gagarina nie został wyłoniony z uwagi na przerwanie i niedokończenie sezonu wskutek pandemii wirusa COVID-19 | Zdobywca Pucharu Gagarina nie został wyłoniony z uwagi na przerwanie i niedokończenie sezonu wskutek pandemii wirusa COVID-19 | Zdobywca Pucharu Gagarina nie został wyłoniony z uwagi na przerwanie i niedokończenie sezonu wskutek pandemii wirusa COVID-19 | Zdobywca Pucharu Gagarina nie został wyłoniony z uwagi na przerwanie i niedokończenie sezonu wskutek pandemii wirusa COVID-19 |
| 2020/2021 | Awangard Omsk | 1 | Bob Hartley | CSKA Moskwa | 4-2 | 1:0 | Siergiej Tołczinski (19:28')                                                                                                  |
| 2021/2022 | CSKA Moskwa | 2 | Siergiej Fiodorow | Mietałłurg Magnitogorsk | 4-3 | 4:1 | Aleksandr Popow (09:29') |
| 2022/2023 | CSKA Moskwa | 3 | Siergiej Fiodorow | Ak Bars Kazań | 4-3 | 3:2 | Darren Dietz (31:28') |
| 2023/2024 | Mietałłurg Magnitogorsk | 3 | Andriej Razin | Łokomotiw Jarosław | 4-0 | 2:1 | Daniił Wowczenko (51:10') |
| 2024/2025 | Łokomotiw Jarosław | 1 | Igor Nikitin | Traktor Czelabińsk | 4-1 | 2:1 d. | Maksim Szałunow (68:01') |